# Nathan Van Hooydonck
Nathan Van Hooydonck (Wuustwezel, 12 de octubre de 1995) es un exciclista profesional belga que fue profesional entre 2017 y 2023. Se retiró tras detectarle un problema cardíaco después de sufrir un accidente mientras conducía.

## Palmarés
2016
- 1 etapa de la Ronde de l'Oise

## Resultados en Grandes Vueltas y Campeonatos del Mundo
| Carrera         | Carrera         | 2017 | 2018 | 2019  | 2020 | 2021 | 2022 | 2023 |
| --------------- | --------------- | ---- | ---- | ----- | ---- | ---- | ---- | ---- |
|                 | Giro de Italia  | —    | —    | —     | —    | —    | —    | —    |
|                 | Tour de Francia | —    | —    | —     | —    | —    | Ab.  | 93.º |
|                 | Vuelta a España | —    | —    | 114.º | —    | 82.º | —    | —    |
| Mundial en Ruta | Mundial en Ruta | —    | —    | —     | —    | —    | 43.º | Ab.  |

—: no participa

Ab.: abandono